# 井宿增五
御夫座54，又名BD+28 1196，HD 47395、SAO 78593、HR 2438，是御夫座的一颗恒星，视星等为6.03，位于銀經186.24，銀緯10.1，其B1900.0坐标为赤經6h 33m 14.7s，赤緯+28° 10.1′ 5″。